# Blasebalgfische
Die Unterfamilie der Blasebalgfische (Macroramphosinae) gehört zu den Schnepfenfischen (Centriscidae) innerhalb der Ordnung der Seenadelartigen (Syngnathiformes). Sie besteht aus drei Gattungen mit insgesamt acht Arten.

## Verbreitung
Die Tiere leben weltweit in gemäßigten und subtropischen Meeren, teilweise in Tiefen bis 1000 Metern. Die Gattungen Centriscops und Notopogon kommen nur auf der südlichen Erdhalbkugel vor. Der Gewöhnliche Schnepfenfisch (Macroramphosus scolopax) lebt auch an den Küsten Westeuropas und im Mittelmeer.

## Merkmale
Es handelt sich um ovale, seitlich stark abgeflachte, teilweise hochrückige Fische, deren Körperform an einen Blasebalg erinnert. Alle Arten sind zahnlos und besitzen eine röhrenförmige Pipettenschnauze. Der zweite der insgesamt vier bis acht Flossenstrahlen der ersten Rückenflosse bildet einen großen, am Hinterrand gesägten Stachel. Die zweite Rückenflosse wird von 11 bis 19 Weichstrahlen gestützt. Die Kiemenöffnungen sind weit. Ein Seitenlinienorgan kann vorhanden sein oder fehlen. Blasebalgfische werden 17 bis 34 cm lang. Die sehr kleinen Bauchflossen sind mittig an der Körperunterseite angeordnet.

## Systematik

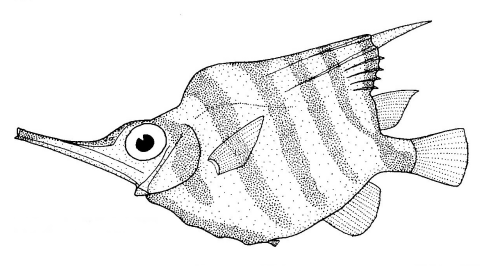
Centriscops humerosus

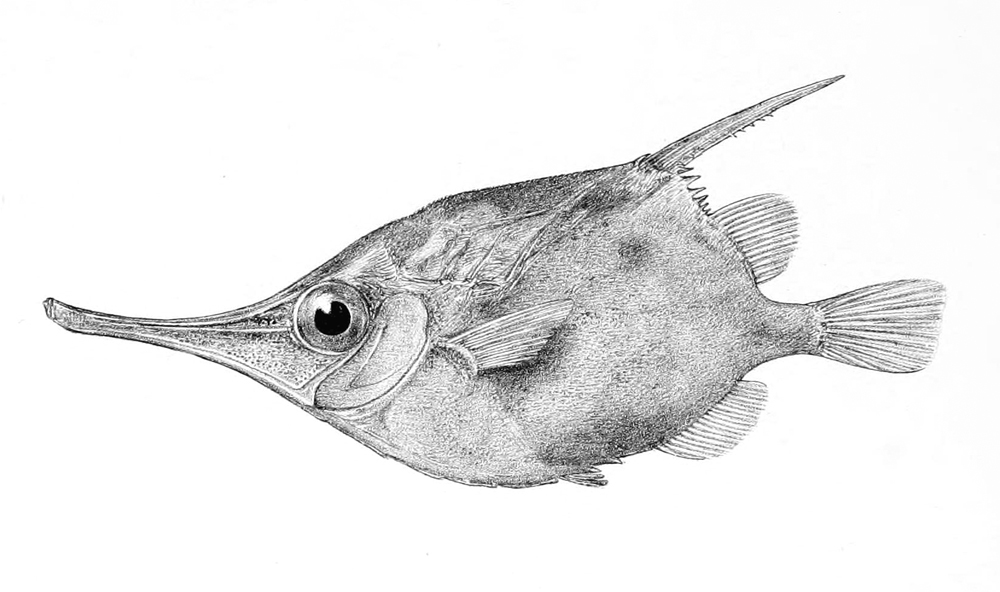
Notopogon lilliei

Es sind drei Gattungen mit insgesamt acht Arten als valide anerkannt:
- Gattung Centriscops Gill, 1862
  - Gebänderter Blasebalgfisch (Centriscops humerosus (Richardson, 1846))
- Gattung Macroramphosus Lacepède, 1803
  - Schlanker Schnepfenfisch (Macroramphosus gracilis (Lowe, 1839))
  - Gewöhnlicher Schnepfenfisch (Macroramphosus scolopax (Linnaeus, 1758))
- Gattung Notopogon Regan, 1914
  - Notopogon armatus (Sauvage, 1879)
  - Notopogon fernandezianus (Delfin, 1899)
  - Kronen-Blasebalgfisch (Notopogon lilliei Regan, 1914)
  - Notopogon macrosolen Barnard, 1925
  - Orangefarbener Blasebalgfisch (Notopogon xenosoma Regan, 1914)